# Don Lake
Donald Lake (nascido em 26 de novembro de 1956) é um ator, escritor e produtor de televisão canadense.
Ele teve um papel no The Bonnie Hunt Show, pelo qual recebeu elogios cômicos. Ele também teve papéis em filmes de comédia como Police Academy, Hot Shots!, Dumb & Dumber To e Corner Gas: The Movie. Ele desempenhou papéis mais sérios em Terminator 2: Judgment Day e Super Mario Bros., junto com uma voz como Stu Hopps em Zootopia. Ele também é conhecido como Dr. Carl Whitehorn em The Freash Prince of Bel-Air.

## Vida e carreira
Lake se graduou no California Institute of the Arts. Ele retornou para Toronto para se juntar à Second City Touring Company e, mais tarde, foi promovido a The Second City. Ele também apareceu na série de comédia da Netflix, Space Force.

## Filmografia

### Filme
| Ano  | Título                               | Papel                             | Notas      |
| ---- | ------------------------------------ | --------------------------------- | ---------- |
| 1980 | Don't Answer the Phone!              | Man in Plastic                    |            |
| 1982 | Lookin' to Get Out                   | Alfred Jordon - Registration Desk |            |
| 1984 | Police Academy                       | Lou, aka Mr. Wig                  |            |
| 1986 | The Pink Chiquitas                   | Deputy Barney Drum                |            |
| 1987 | The Big Town                         | Patsy Fuqua                       |            |
| 1987 | Blue Monkey                          | Elliot Jacobs                     |            |
| 1988 | Short Circuit 2                      | Manic Mike                        |            |
| 1988 | Something About Love                 | Sam                               |            |
| 1989 | Speed Zone                           | Whitman                           |            |
| 1991 | Terminator 2: Judgment Day           | Detective Mossberg                |            |
| 1991 | Hot Shots!                           | Doctor                            |            |
| 1993 | Super Mario Bros.                    | Sgt. Simon                        |            |
| 1993 | Beethoven's 2nd                      | Window Display Manager            |            |
| 1994 | Wagons East                          | Lt. Bailey                        |            |
| 1996 | Waiting for Guffman                  | Phil Burgess - Blaine Historian   |            |
| 1997 | RocketMan                            | Flight Surgeon                    |            |
| 1998 | Almost Heroes                        | Elias                             |            |
| 2000 | The Extreme Adventures of Super Dave | Donald                            | Roteirista |
| 2000 | Return to Me                         | Transplant Man                    | Roteirista |
| 2000 | Best in Show                         | Graham Chissolm                   |            |
| 2003 | A Mighty Wind                        | Elliott Steinbloom                |            |
| 2006 | For Your Consideration               | "Love It" critic Ben Lilly        |            |
| 2008 | Smother                              | Minister                          |            |
| 2013 | Grudge Match                         | Video Game Producer               |            |
| 2014 | Dumb and Dumber To                   | Dr. Meldmann                      |            |
| 2014 | Corner Gas: The Movie                | Jerome                            |            |
| 2016 | Zootopia                             | Stu Hopps                         | Voz        |
| 2016 | Mascots                              | Buddy Campbell                    |            |
| 2017 | Downsizing                           | Leisureland Guide Matt            |            |
| TBA  | Spinal Tap II                        |                                   |            |

### Televisão
| Ano       | Título                              | Papel                                   | Notas                                                                     |
| --------- | ----------------------------------- | --------------------------------------- | ------------------------------------------------------------------------- |
| 1979      | The Dating Game                     | Contestant (picked)                     |                                                                           |
| 1982      | SCTV Network                        | Troy / Cue Card Guy                     |                                                                           |
| 1983      | The Littlest Hobo                   | Mr. Wilkinson                           |                                                                           |
| 1985      | Hangin' In                          | Max                                     | Episódio: "No Nukes Is Good Nukes"                                        |
| 1985      | Check It Out!                       | Officer Stevenson                       | Episódio: "Car Pool"                                                      |
| 1986      | Hot Shots                           | Dr. Post                                | Episódio: "The Star"                                                      |
| 1986      | Really Weird Tales                  | Hugh Mullins                            |                                                                           |
| 1987      | Adderly                             |                                         |                                                                           |
| 1987–1991 | Super Dave                          | Donald Glanz                            |                                                                           |
| 1989      | Alfred Hitchcock Presents           | A.C. Boone                              | Episódio: "Diamonds Aren't Forever"                                       |
| 1989      | Murphy Brown                        | Stage Manager                           | Episódio: "The Morning Show"                                              |
| 1989      | Mr. Belvedere                       | Man #1                                  | Episódio: "A Happy Guy's Christmas"                                       |
| 1989      | Midnight Caller                     | Big Bob Johnson                         | Episódio: "Do You Believe in Miracles?"                                   |
| 1989      | Not Necessarily the News            | Andy / Dr. Harold Becker                | 3 episódios                                                               |
| 1990      | Maniac Mansion                      |                                         | Roteirista; Episódio: "Trapped Like Rats"                                 |
| 1990      | My Two Dads                         | Mr. Higgins                             | Episódio: "Kind of a Drag"                                                |
| 1990      | The Dave Thomas Comedy Show         | Various                                 |                                                                           |
| 1990–1991 | My Talk Show                        | Mr. Snelling, Anne Marie's Husband      |                                                                           |
| 1990      | Doctor Doctor                       | Sheldon Boehm                           |                                                                           |
| 1991      | Lenny                               | Dr. Randall                             | Episódio: "G.I. Joe"                                                      |
| 1991      | The Golden Girls                    | Mr. Porter                              | Episódio: "Older and Wiser"                                               |
| 1991      | Parker Lewis Can't Lose             | Ira Lefko                               | Episódio: "Teens from a Mall"                                             |
| 1991      | Empty Nest                          | John Edgar Moss                         |                                                                           |
| 1991–92   | Bill & Ted's Excellent Adventures   | Mr. Preston                             | Voz, 11 episódios                                                         |
| 1992      | Blossom                             | Cop #1                                  | Episódio: "Three O'Clock and All Is Hell"                                 |
| 1992      | L.A. Law                            | Bob Steinlage                           | Episódio: "Double Breasted Suit"                                          |
| 1992      | Super Dave: Daredevil for Hire      |                                         | Voz, 13 episódios                                                         |
| 1993      | Camp Wilder                         | Ed                                      | Episódio: "Career Day"                                                    |
| 1993      | The Building                        | Brad                                    |                                                                           |
| 1994      | Love & War                          | Justice of the Peace                    |                                                                           |
| 1994      | Ellen                               | Bob                                     | Episódio: "The Class Reunion"                                             |
| 1994      | Hostage for a Day                   | Lt. Sneed                               |                                                                           |
| 1994      | The Boys Are Back                   | Doctor                                  |                                                                           |
| 1995      | Double Rush                         | IRS Man                                 |                                                                           |
| 1995      | The Fresh Prince of Bel-Air         | Dr. Whitehorn                           | Episódio: "Will Is from Mars..."                                          |
| 1995–1996 | Bonnie                              | Keith Jedzik                            | 12 episódios                                                              |
| 1996      | Sparks                              | Sid Varella                             |                                                                           |
| 1997      | Murder One                          | Joel Mytelka                            | 2 episódios                                                               |
| 1997      | Men Behaving Badly                  | Epstein                                 |                                                                           |
| 1997      | Goode Behavior                      |                                         |                                                                           |
| 1997–2000 | Pepper Ann                          | Mr. Sherman Finky / various voices      | 16 episódios                                                              |
| 1999      | The Wild Thornberrys                | Harold Fervel                           | Episódio: "Chimp Off the Old Block"                                       |
| 1999      | Larry David: Curb Your Enthusiasm   | HBO Director                            |                                                                           |
| 2000      | Teacher's Pet                       | Mr. Naven                               | Voz                                                                       |
| 2001      | Philly                              | Rudy Garfield                           |                                                                           |
| 2002–2003 | Watching Ellie                      | Dr. Don Zimmerman                       |                                                                           |
| 2003–2004 | Life with Bonnie                    | Clown / Dr. Bill McClaw / Micky Travisi | 3 episódios                                                               |
| 2003      | Odd Job Jack                        | Anton                                   |                                                                           |
| 2005      | American Dragon: Jake Long          | Stan the Sewer Troll                    | Voz, episódio: "Old School Training"                                      |
| 2005      | Committed                           | Richard                                 |                                                                           |
| 2006      | Rugrats                             | Tom Thumb / Gingerbread Man             | Voz, episódio: "Rugrats Tales from the Crib: Three Jacks and a Beanstalk" |
| 2006      | The New Adventures of Old Christine | Carl                                    | Episódio: "Crash"                                                         |
| 2007      | American Dad!                       | Bad Larry / Spy                         | Voz, episódio: "The 42-Year-Old Virgin"                                   |
| 2008–2010 | The Bonnie Hunt Show                | Himself                                 |                                                                           |
| 2010      | Avalon High                         | Allie's Father                          |                                                                           |
| 2010      | Psych                               | C. Lee Banting                          | Episódio: "Dead Bear Walking"                                             |
| 2011      | $h*! My Dad Says                    | Marvin                                  | Episódio: "Ed Goes to Court"                                              |
| 2011      | Man Up!                             | Walter                                  |                                                                           |
| 2012      | Modern Family                       | Dr. Sendroff                            | Episódio: "Lifetime Supply"                                               |
| 2012      | Last Man Standing                   | Professor                               | Episódio: "Ding Dong Ditch"                                               |
| 2012      | How I Met Your Mother               | Judge Albert Donovan                    | Episódio: "Twelve Horny Women"                                            |
| 2013      | Family Tree                         | Harvey Krupp                            |                                                                           |
| 2014      | Anger Management                    | James                                   | Episódio: "Charlie and the Mother of All Sessions"                        |
| 2015      | The Odd Couple                      | Kent                                    | Episódio: "The Audit Couple"                                              |
| 2016      | The Soul Man                        | Dr. Zagelman                            |                                                                           |
| 2017      | Still the King                      | Sheriff                                 |                                                                           |
| 2017      | Baroness von Sketch Show            | Ground Control                          | Episódio: "Don't Make Me Send a Lawyer Up There"                          |
| 2018      | Marlon                              | Hank Hoffstetter                        | Episódio: "Model Parent"                                                  |
| 2018      | Teachers                            | Bob                                     |                                                                           |
| 2018–2020 | NCIS                                | Captain Phillip Brooks                  | 3 episódios                                                               |
| 2019      | Pup Academy                         | Charlie                                 |                                                                           |
| 2019      | Summer Camp Island                  | Dr. Hogsbottom / additional voices      | 2 episódios                                                               |
| 2019      | The Resident                        | Jerry Tolman                            | Episódio: "Choice Words"                                                  |
| 2020–2022 | Space Force                         | Brad Gregory                            | 16 episódios                                                              |
| 2022      | Zootopia+                           | Stu Hopps                               | Voz, episódio: "Hopp on Board"                                            |
| 2023      | Not Dead Yet                        | Rand                                    | Episódio: "Not Dating Yet"                                                |
| 2024      | Ted                                 | Bert                                    | Episódio: “My Two Dads”                                                   |